# Jeux mondiaux féminins
Les Jeux mondiaux féminins, initialement appelés Jeux olympiques féminins sont mis en place entre les deux guerres mondiales afin de permettre aux femmes de s'affronter au niveau mondial dans de multiples disciplines, devant le refus par le CIO de leur intégration dans les jeux classiques. 

## Histoire
Les Jeux olympiques avaient bien ouvert timidement leur porte aux femmes depuis 1900, mais les 65 femmes présentes à Anvers aux Jeux olympiques de 1920 faisaient plutôt office d'alibis face aux 2 626 hommes en compétition. En 1936, la situation n'a pas vraiment évolué au niveau olympique avec seulement 331 femmes en compétition à Berlin contre 3 632 hommes. Face à ce blocage des instances et afin d'accompagner le mouvement de féminisation des sports, les Jeux mondiaux féminins sont mis en place par Alice Milliat, fondatrice de la Fédération féminine sportive de France en 1917, à la suite du refus catégorique de Pierre de Coubertin en 1919 d'ouvrir le programme de certaines disciplines aux femmes. Après des essais à Monte-Carlo en avril 1921 et avril 1922, la première édition des Jeux mondiaux se tient à Paris le 20 août 1922, au stade Pershing.
Initialement baptisés « Jeux olympiques féminins », ils suscitent l'indignation de J. Sigfrid Edström, président de la Fédération internationale d'athlétisme, qui y voit un putsch contre sa fédération. Alice Milliat accepte de renoncer à l'adjectif « olympique », mais maintient la compétition.
Devant le succès remporté par ces Jeux, et notamment celui des éditions de 1922 et 1926, Sigfrid Edström propose à Alice Milliat et aux dirigeants de la Fédération sportive féminine internationale que les femmes puissent participer dans les jeux masculins à 5 des 13 épreuves d'athlétisme concourues dans les jeux féminins. Il insiste pour rapprocher les deux fédérations, avec notamment une harmonisation des règlements techniques. Malgré le désaccord affiché et défendu auprès de la FSFI par Alice Milliat, qui voit dans ces propositions une tentative de mainmise sur le sport féminin, les autres dirigeants de la FSFI acceptent. Leurs espoirs sont vite déçus, puisqu'après les Jeux d'Amsterdam en 1928, la fatigue à l'arrivée du 800 mètres d'une des concurrentes sert de prétexte à dénoncer le danger de l'épreuve pour les femmes, entraînant sa suppression lors des jeux suivants.
Alice Milliat continue d'organiser les Jeux mondiaux. En 1936, son retrait en raison d'une maladie et des attaques contre sa stratégie, ainsi que les difficultés financières de la FSFI à laquelle les subventions ont été coupées, signent sa disparition et l'arrêt des Jeux mondiaux féminins,,.

## Éditions

### Jeux mondiaux féminins
| Édition | Ville    | Pays            | Stade                     | Date          | Participation           |
| ------- | -------- | --------------- | ------------------------- | ------------- | ----------------------- |
| 1922    | Paris    | France          | Stade Pershing            | 20 août       | 77 athlètes et 5 pays   |
| 1926    | Göteborg | Suède           | Slottsskogsvallen Stadium | 27–29 août    | 100 athlètes et 9 pays  |
| 1930    | Prague   | Tchécoslovaquie | Stadion Letná             | 6–8 septembre | 270 athlètes et 17 pays |
| 1934    | Londres  | Royaume-Uni     | White City Stadium        | 9–11 août     | 270 athlètes et 19 pays |

### Jeux athlétiques féminins
| Édition | Ville       | Pays        | Stade                | Date        | Participation          |
| ------- | ----------- | ----------- | -------------------- | ----------- | ---------------------- |
| 1921    | Monte-Carlo | Monaco      | Stade des Moneghetti | 24-31 mars  | 100 athlètes et 5 pays |
| 1922    | Monte-Carlo | Monaco      | Stade des Moneghetti | 15-23 avril | 300 athlètes et 7 pays |
| 1923    | Monte-Carlo | Monaco      | Stade des Moneghetti | 4-7 avril   | 8 pays                 |
| 1924    | Londres     | Royaume-Uni | Stamford Bridge      | 4 août      | 8 pays                 |